# Округ Салуда (Јужна Каролина)
Округ Салуда (енгл. Saluda County) је округ у америчкој савезној држави Јужна Каролина. По попису из 2010. године број становника је 19.875.

## Демографија
Према попису становништва из 2010. у округу је живело 19.875 становника, што је 694 (3,6%) становника више него 2000. године.
| Група             | 2000.          | 2010.          |
| Белци             | 11.936 (62,2%) | 11.548 (58,1%) |
| Афроамериканци    | 5.753 (30,0%)  | 5.230 (26,3%)  |
| Азијати           | 7 (0,0%)       | 38 (0,2%)      |
| Хиспаноамериканци | 1.401 (7,3%)   | 2.857 (14,4%)  |
| Укупно            | 19.181         | 19.875         |